# Паралельна крива
Паралельна крива плоскої кривої — обгортка сімейства кіл однакового радіуса, центри яких лежать на заданій кривій. Поняття паралельної кривої — узагальнення поняття паралельної прямої на випадок плоских кривих.

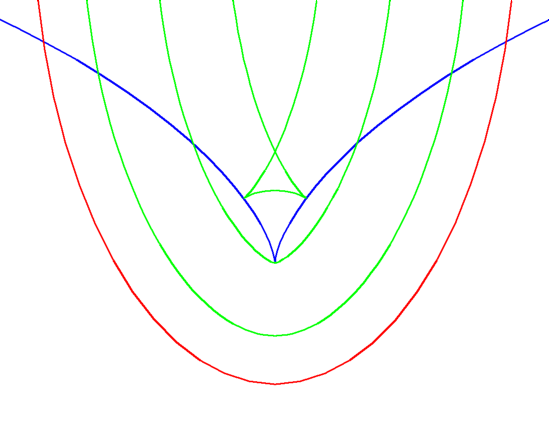
Еліпс (показано червоним), його еволюта (синім) і декілька паралельних кривих (зеленим).

Для параметрично заданої кривої, паралельна крива, що проходить на відстані {\displaystyle \ a} від даної визначається рівняннями:
{\displaystyle X=x+{\frac {ay'}{\sqrt {x'^{2}+y'^{2}}}}},
{\displaystyle Y=y-{\frac {ax'}{\sqrt {x'^{2}+y'^{2}}}}}.
Або у векторній формі:
{\displaystyle {\vec {r}}=r(t)}
{\displaystyle {\vec {R}}={\vec {r}}+a{\frac {{\vec {r}}\,'}{|{\vec {r}}\,'|}}{\begin{pmatrix}0&1\\-1&0\end{pmatrix}}={\vec {r}}+{\frac {{\vec {r}}\,'}{|{\vec {r}}\,'|}}{\begin{pmatrix}0&a\\-a&0\end{pmatrix}}},
де матриця {\displaystyle {\begin{pmatrix}0&1\\-1&0\end{pmatrix}}} відповідає повороту вектора на 90° за годинниковою стрілкою.